# Khalid (piosenkarz)
Khalid właśc. Khalid Donnel Robinson (ur. 11 lutego 1998) – amerykański piosenkarz i autor tekstów.

## Życiorys
Khalid dzieciństwo spędził w różnych miejscach ze względu na karierę wojskową swojej matki.
Zasłynął po wydaniu swojego debiutanckiego albumu studyjnego, American Teen (2017), który otrzymał 4-krotną platynę od Recording Industry Association of America (RIAA) oraz wydania razem z piosenkarką, Billie Eilish singla „Lovely”.
Otrzymał wiele wyróżnień, w tym sześć nominacji do nagrody Grammy, sześć nagród Billboard Music Awards, trzy nagrody American Music Awards i nagrodę MTV Video Music Award.
W 2019 roku Khalid znalazł się na liście 100 najbardziej wpływowych ludzi magazynu Time
W 2025 roku wystąpił gościnnie w piosence Maty pt. "KAMIKAZE".

## Dyskografia

### Albumy
- American Teen (2017)
- Free Spirit (2019)